# Spritz
O Spritz é um coquetel alcoólico italiano, que tem origem nos tempos da dominação austro-húngaro na região de Friul-Veneza Júlia e na zona de Trieste. Em sua forma mais tradicional é uma simples mistura de água gaseificada e vinho (tinto ou branco), mas desde o final do século XX o vinho tem sido substituído por prosecco e um aperitivo amargo, como Campari ou Aperol, lhe tem sido adicionado. É consumido regularmente em Trieste e na província, onde, às variantes com outras bebidas, são associadas outras denominações dialetais. 

## Origens
As origens são ignotas, todavia parece que uma parte não indiferente do spritz tiveram os soldados do império austro-húngaro que estavam em Friuli-Venezi Giulia que, para diminuir a elevada gradação dos vinhos venetos, os teriam alongado com água. Nos anos seguintes, o hábito teria-se difundido em outras cidades, com a introdução progressiva de alcoólicos vermelhos, como o Aperol, o Cynar, o bitter, o Select (quase exclusivamente na cidade de Veneza) ou pretos como o China Martini.
Com o passar dos anos, a bebida difundiu-se rapidamente em outras cidades do Vêneto, de Friuli-Venezia Giulia e de Trentino.
Não existe uma composição única para o spritz, mas variantes para cada cidade, por sua vez interpretadas livremente pelo bartender, cada um com uma própria preparação particular. Um denominador comum entre as variantes existentes é a presença do vinho branco e água com gás ou seltz.
Em Treviso o spritz é preparado misturando à base do prosecco e seltz o Campari, Aperol ou Cynar e adicionando uma rodela de limão, laranja ou uma azeitona. Em Veneza é mais difundido o spritz simples, ou seja sem a adição de alcoólicos vermelhos. No Trentino o spritz é conhecidos tanto entre os jovens e quanto entre os idosos, os quais geralmente para identificar o produto usam o sinônimo branco com Aperol. Normalmente se você pedir um spritz em Trento, Rovereto ou Riva del Garda (os maiores centro de consumo) a receita não muda: trata-se de gelo, Aperol, espumante e uma fatia de laranja. A verdadeira variante, nas varias áreas, é a tipologia e o sabor do espumante. Em Trento aparece o espumante Ferrari, assim como em Riva del Garda, enquanto na área de Rovereto e de Val Lagarina além dos vários espumantes pode-se variar com a substituição pelo prosecco. Numa variante a Seltz é substituída pelo gin.
No Veneto o spritz é um verdadeiro ritual popular, que envolve desde a manhã os jovens e os velhos. Sem dúvida é o aperitivo mais consumido e difundido, um tradicional meio para a socialização além de ser um símbolo da intensa atmosfera citadina.